# Vrana Konti
Vrana Konti (dosł. Hrabia Vrana, ur. 1389, zm. 1458) – albański dowódca wojskowy i osobisty doradca Skanderbega . Jego prawdziwa tożsamość nie jest znana, jednak w niektórych źródłach był nazywany Simonem Altisfierim i nawet przypisywano mu pokrewieństwo ze Skanderbegiem.

## Życiorys
W młodości był najemnikiem walczącym w armii aragońskiej. Do Albanii wrócił przed 1442 rokiem, kiedy to wstąpił do armii Skanderbega .
W 1450 roku był jednym z dowódców obrony obleganej wówczas przez wojska osmańskie Krui. Sułtan Murad II zaproponował Vranie 300 tys. akczy i wysoki stopień oficerski w osmańskiej armii w zamian za kapitulację, jednak ten odmówił .
W lipcu 1455 roku wziął udział w obronie oblężonego Beratu, gdzie Vrana stawiał wojskom osmańskim skuteczny opór.
Zmarł w 1458 roku.

## Upamiętnienia
W 1967 roku albański rzeźbiarz Sabri Tuçi wykonał popiersie z wizerunkiem Vrany, które aktualnie znajduje się w Muzeum Skanderbega w Krui.